# Gammel Estrup
Gammel Estrup är en herrgård i Norddjurs kommun i Danmark. Gården nämns för första gången 1340. Det nuvarande huvudbyggnaden består i huvudsak av delar byggda under 1600-talet. Herrgården tillhörde släkten Brock fram till 1625 och därefter (genom giftermål) släkten Scheel fram till 1926. Efter några år med skiftande ägare blev huvudbyggnaden 1930 ett självägande museum. Det Grønne Museum håller till i ekonomibyggnaderna.